# Kereš
Pour les articles homonymes, voir Keres.
Le Kereš, en serbe cyrillique Кереш, ou, en hongrois, Körös-ér, est une rivière du sud de la Hongrie et du nord de la Serbie (province autonome de Voïvodine). Elle a une longueur de 70 km. Elle est un affluent droit de la Tisza.

## Géographie
Aussi bien en Hongrie qu'en Serbie, elle coule entièrement à l'intérieur de la région de la Bačka. Elle parcourt 27 km en Hongrie ; sur 15 km, elle sert de frontière entre les deux pays ; puis elle coule sur 27 km en Serbie.
La rivière appartient au bassin de drainage de la Mer Noire. Elle n'est ni canalisée ni navigable.

## Hongrie
Le Körös-ér prend sa source dans la partie hongroise de la Subotička peščara, entre les villes de Jánoshalma et de  Kiskunhalas. Elle se dirige en direction sur sud-est, formant une série de marécages reliés entre eux plus encore qu'une véritable rivière. Elle ne compte pratiquement aucune localité sur sa rive. À l'ouest du village de Kelebia, le Körös-ér commence à servir de frontière entre la Hongrie et la Serbie.

## Serbie
Le Kereš coule un peu au nord de Subotica, notamment près de Šupljak et près du lac Ludaš. Après les villages de Male Pijace et Velebit, au nord de Senćanski Trešnjevac, elle s'oriente vers l'est et se jette dans la Tisza à Adorjan, à une altitude de 76 m. Près du village de Velebit, le Kereš  traverse la région marécageuse du Kapetanski Rit.